# Ambrose Dlamini

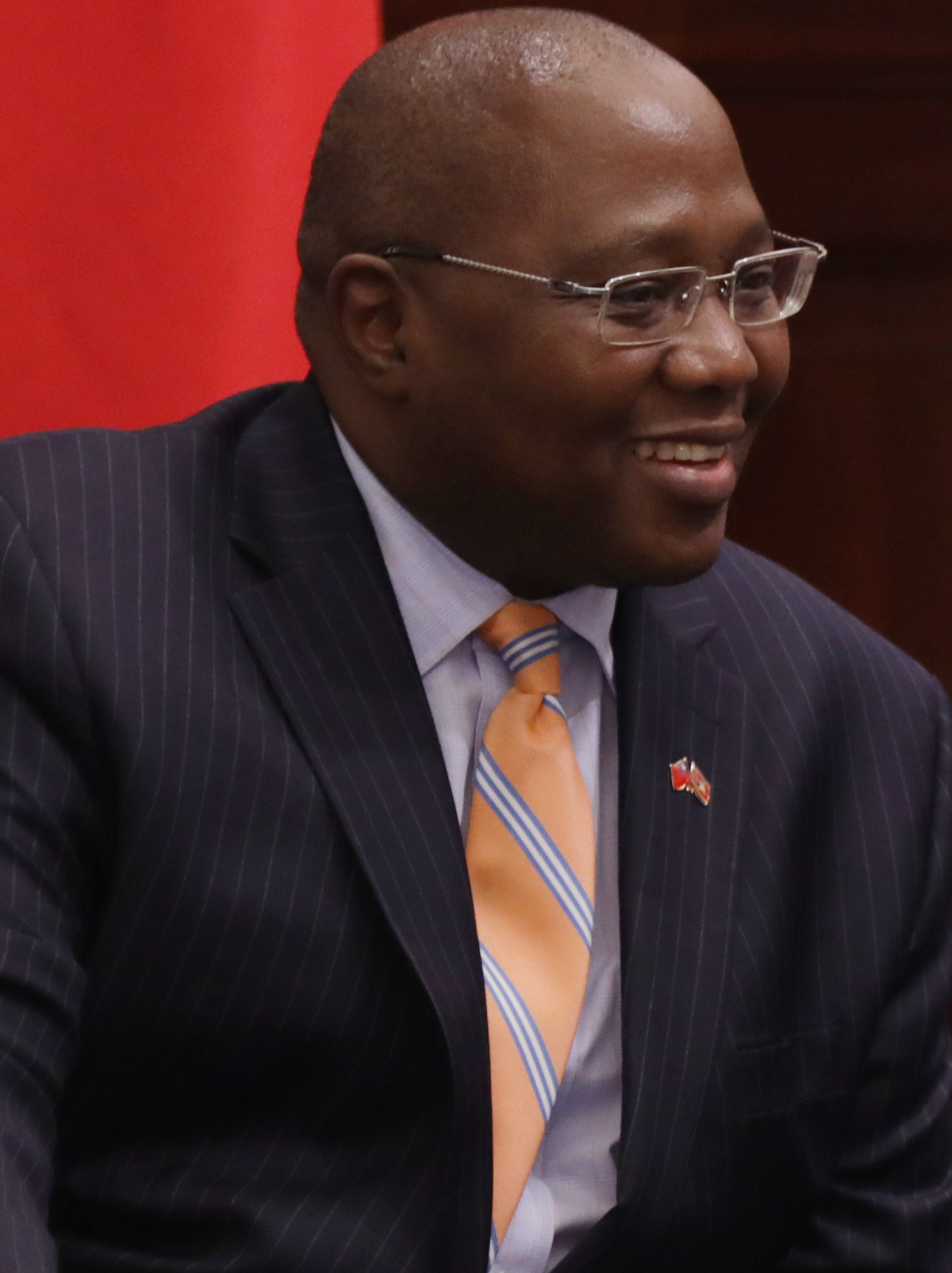
Ambrose Dlamini (2019)

Ambrose Mandvulo Dlamini (* 5. März 1968 in Mbekelweni, Manzini-Region, Protektorat Swasiland; † 13. Dezember 2020 in Johannesburg, Südafrika) stammte aus dem königlichen Geschlecht des Hauses Dlamini und war ein eswatinischer Manager und Politiker. Von 2018 bis 2020 war er Premierminister von Eswatini.

## Leben
Dlamini war laut seiner Abstammung Prinz von Mhlanhleni, wo sein Großvater siedelte, in Mbekelweni. Sein Großvater war Prinz Magongo (auch Makhombane), der von König Mbandzeni abstammt.
Er legte 1987 sein O-Level-Examen an der Salesian High School in Manzini ab. Anschließend erwarb er einen Bachelor of Commerce an der University of Swaziland und einen Master of Business Administration an der Hampton University in Hampton, Virginia. Danach arbeitete er in verschiedenen Banken. Von 2003 bis 2010 war er Managing Director der Nedbank Swaziland. Von 2010 bis 2018 leitete er als CEO das Telekommunikationsunternehmen Swazi MTN (zuletzt MZN Eswatini). Außerdem war er Chairman der Swaziland Revenue Authority.
Am 27. Oktober 2018 ernannte ihn König Mswati III. zum Nachfolger des kommissarischen Premierministers Vincent Mhlanga, der zuvor Barnabas Sibusiso Dlamini abgelöst hatte. Am 29. Oktober 2018 wurde Dlamini vereidigt.
Der an Diabetes leidende Dlamini wurde Mitte November 2020 positiv auf SARS-CoV-2 getestet und acht Tage später mit leichten Symptomen zunächst in ein Krankenhaus in Mbabane eingeliefert. Ende November wurde er in ein Krankenhaus in Südafrika verlegt und starb dort am 13. Dezember 2020 im Alter von 52 Jahren. Über die Todesursache machte die Regierung keine offiziellen Angaben. Diverse Medien geben jedoch COVID-19 als Todesursache an.